# Siège de Salses

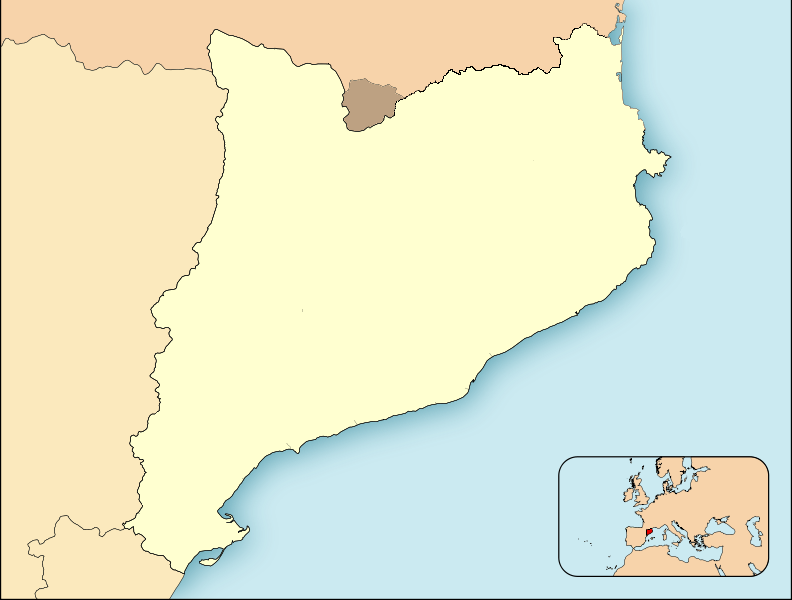
Carte de Catalogne entre 1349 et 1652.

Le siège de Salses (1639-1640) est un siège en deux temps, débutant par un succès français et se terminant par une victoire espagnole.

## 1ersiège
Les Français assiègent d'abord ce château du Roussillon tenu par les Espagnols. Après quarante jours de siège, les Français prennent le château. 

## 2esiège
Une fois dans la place, les Français se retrouvent à leur tour assiégés par les Espagnols. Le second siège dure du 1er septembre 1639 au 6 janvier 1640. C'est la faim qui vient à bout des régiments français.